# 武俠小說

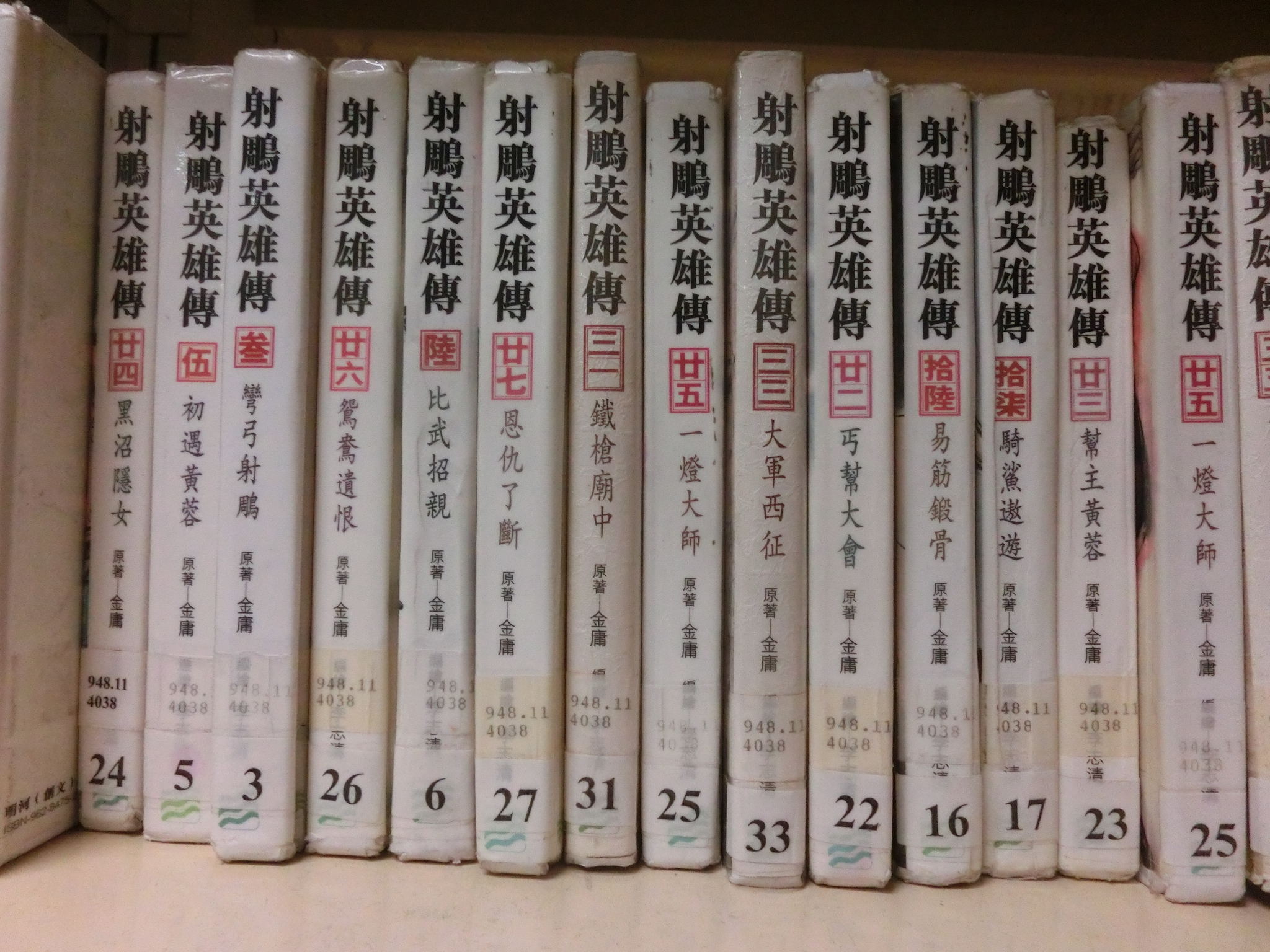
中文武俠小說改編漫畫。

武俠小說，是中國文學中的大眾文學，是自民國以後风行於華人地區中的一種結合歷史、幻想的小說類型，起源可追溯至《史記》的《遊俠列傳》，故事主要描寫武林幫派之間的爭鬥、江湖中人之間的恩怨情仇，民族國家的俠義精神。武侠小说的历史背景多为中国古代，尤以改朝换代、汉族与外族战争之乱世为多，故而时势造英雄，也有以描述帮派斗争为主，而没有强调时代。盖因乱世之中，人更加需要以武力证明自身价值。以侠义为主题，武功为手段，是武侠小说独特的文化特征，兼以中国古代医学、佛学、道家、易术及各种神秘学等。因此，武侠小说中人物的价值观，乃至于整部作品的精神基调，是建立在行侠仗义的基本思想上的。

## 武侠文化
武侠文化的存在，是中国特有的历史和文化现象，其出现及崛起有复杂的社会背景、文化和心理因素。当下，武侠文化似乎正出现一种热热闹闹的场面，说它是复兴或崛起也不为过，无论是武侠文学的创作或者是各种武侠电影电视的热炒，武侠出版、武侠网络小说大量的涌现等等，都凸现出这一趋势的迅猛发展。华罗庚对梁羽生说过一句话：“武侠小说是成年人的童话”。

## 歷史

### 「武俠小說」概念的萌芽
中國最早出現的長篇武俠小說為清代古典名著《三俠五義》，這是因為晚清的社會生活矛盾，體現底層人民意願的英雄俠士和體現市民上層理想的清官奇妙地在小說裏結合，以集合的方式反映了晚清社會的市俗願望。以「武俠小說」之名發表，首見於1915年12月的《小说大观》季刊第三集（上海，包天笑主编），林纾（琴南）的文言文短篇《傅眉史》。

### 民國：「舊派武俠」
舊派武俠一般以1923年湖南人平江不肖生的《江湖奇俠傳》為起點，舊派武俠的最著作名品是还珠楼主《蜀山劍俠傳》。1930年代在天津湧現「北派五大家」，五人各成流派，包括以还珠楼主《蜀山劍俠傳》系列为代表的“奇幻仙侠派”；以白羽《钱镖》系列为代表的“社会反讽派”；以王度庐《鹤铁五部作》为代表的“悲剧侠情派”；以郑证因《鹰爪王》为代表的“帮会技击派”以及以朱贞木《七杀碑》为代表的“奇情推理派”。

### 1950年以後：「新派武俠」
指1950年代始以金庸、古龍及梁羽生等港台作家為代表的作品，以區別於戰前還珠樓主及平江不肖生等人的「舊派」。新派武俠小說增添了現代的元素（甚至西方的，所謂「洋為中用」），以之演繹中國歷史。例如在「俠」的觀念上，更為強調獨立人格的堅持，這可以視做是對民主思想、自由精神的呼應，俠客於是成為一種新理想人格的化身。在故事形式上，則一改舊派武俠結構鬆散、枝蔓雜出的問題，情節更為緊湊、曲折、奇譎、多變，且文字講究趣味性和意境。此外，新派致力於將中國傳統文化中一切最具特色的成分印入文句當中，如詩詞曲賦、琴棋書畫、儒道墨釋、醫卜星相、傳說掌故、典庫文物、風俗民情……無不與故事情節的展開，武技較量的描寫，人物性格的刻畫，作品題旨的展示，相融合滲透，成為有機的組成部分。這種「武藝文學化」的手法，是新派武俠小說最大的特點之一。
新派武俠的出現，主要原因在市場的需求，民眾的娛樂意識，隨著物質生活水平的提高而強化，迫切需要新奇的作品來消遣。武俠小說豐富的內容，故事所敘寫的「武俠情奇」四項要素，恰呼應了這一需求。應運而生的，是香港「大武俠時期」相當多的作家，其作品在五十年代於報紙之間連載，如牟松庭、蹄風、黃鷹、龍乘風、西門丁、張夢還、馬雲；還有金鋒、江一明、避秦樓主、風雨樓主、高峰、石沖等人。

#### 港台兩地
值得注意的是，台灣武俠小說與香港武俠小說的發展，雙方內容特色自成一格。
香港武俠名家金庸、梁羽生等的武俠作品，其創作背景多與中國歷史緊密結合，作品中的歷史痕跡相當濃厚；而台灣武俠作家或許是基於當時政治禁忌的關係，或許是作者個人對武林世界、對中國的想像不同，作品的創作背景少與中國歷史相結合，故事的歷史背景模糊，注重故事情節的奇詭曲折，較偏於奇情武俠。

#### 繼續發展
武俠小說風靡於海內外華人文壇，至今讀者仍熱忱未衰。兼且由於電視、電腦相繼普及，武俠小說超越了以往只以文字符號作為表現手段，更以多元、多種的符號形式，配合聲音、彩色畫面、彩色圖片、動作等，在社會上掀起一股前所未有的武俠熱潮，諸如最近風行的電腦遊戲軟體、武俠漫畫、武俠電影、武俠電視劇等都是。
此期間，黃易作品打破了「金庸以後無武俠」的低迷局面，《尋秦記》和《覆雨翻雲》融合情色、武俠與科幻，震動文字江湖。開創了玄幻、穿越和異俠三大流派，而這恰是當今網絡文學創作主流，黃易也因此被譽為「網絡小說的鼻祖」。包含不少情色描寫的《尋秦記》，以及《覆雨翻雲》更先後改編為電視劇，劇中大幅刪去情色元素。之後出版的《黃易精品》系列，黃易親自刪減了情色內容。

## 著名的武侠小说作家
當中新派武俠以金古梁黄溫（金庸、古龍、梁羽生、黃易、溫瑞安）最出眾。
| 中华民国 - 平江不肖生（南向北赵之一） - 赵焕亭（南向北赵之一） - 还珠楼主（北派五大家之一） - 白羽（北派五大家之一） - 王度庐（北派五大家之一） - 郑证因（北派五大家之一） - 朱贞木（北派五大家之一） - 顾明道 - 姚民哀 - 徐春羽 - 戊戟 | 中华人民共和国 - 沧浪客 - 小椴 - 沧月 - 步非烟 - 凤歌 - 龍人 - 趙晨光 | 香港 - 邓羽公（香港武侠开创者） - 高小峰（广派开创者） - 毛聊生 - 我是山人 - 我佛山人 - 念佛山人 - 梁羽生（新派开创者） - 金庸 - 倪匡 - 牟松亭 - 商清 - 蹄风 - 林梦 - 张梦还 - 江一明 - 风雨楼主 - 杨剑豪 - 唐斐 - 西门丁（新三剑客之一） - 黄鹰（新三剑客之一） - 龙乘风（新三剑客之一） - 黃易 - 喬靖夫 - 周顯 | 台灣 - 柳殘陽 - 張大春 - 臥龍生（三剑客之一） - 司馬翎（三剑客之一） - 諸葛青雲（三剑客之一） - 獨孤红 - 雪雁 - 郎红浣 - 陳青雲 - 伴霞樓主 - 古龍 - 萧逸 - 上官鼎 - 东方玉 - 慕容美 - 雲中 - 曹若冰 - 易容 - 宇文瑤璣 - 東方英 - 東方白 - 田歌 - 劍虹 - 陆鱼 - 秦红 - 奇儒 - 孫曉 - 鄭丰 - 郭箏 - 謝天 | 马来西亚 - 温瑞安 |

## 外部連結
- 鄭樹森：〈大眾文學．敘事．文類──武俠小說札記三則 （页面存档备份，存于）〉。